# Бротон, Джексел
Джексел «Джек» Маркхэм Бротон (англ. Jacksel «Jack» Markham Broughton; 4 января 1925, Ютика, Онайда, Нью-Йорк, США — 24 октября 2014, Лагуна-Хиллс, Ориндж, Калифорния, США) — американский кадровый офицер и лётчик ВВС США. Приняв участие в Корейской и Вьетнамских войнах, Бротон вышел в отставку в звании полковника 31 августа 1968 года, получив 43 награды и знака, в том числе четыре Креста лётных заслуг, две медали «Серебряная звезда», орден «Легион Почёта» и Крест Военно-воздушных сил. Военные заслуги Бротона являются общепризнанными, в частности он гордился тем, что прошёл боевую квалификацию на каждом самолёте-истребителе от «Republic P-47 Thunderbolt» до «Convair F-106 Delta Dart», совершив в общей сложности за свою карьеру 216 боевых вылетов.

## Биография

### Молодые годы, образование и семья
Джек Бротон родился в городе Ютика, штат Нью-Йорк, в епископальной семье продавца драпировок. В 1942 году окончил среднюю школу Брайтона в Рочестере. Ещё в детстве он был увлечён рассказами о смелости военных лётчиков, и 15 июля 1942 года Бротон поступил в Военную академию США в Вест-Пойнте и был переведён в 38-й избирательный округ Нью-Йорка на трёхлетний учебный план военного времени. Он стал 839-м в общих заслугах среди 852 членов класса 1945 года и прошёл лётную подготовку на базах Гарнер-Филд (Техас) и Стюарт-Филд (Нью-Йорк). 5 июня 1945 года Бротон поступил на службу в Военно-воздушные силы Армии США. 25 декабря 1951 года Бротон женился на Элис Джей Оуэн, родившей ему сына Маркхэма (1952) и трёх дочерей: Шейлу (1960), Морин (1961) и Кэтлин (1965).

### Военная служба
Вторая мировая война закончилась раньше чем Бротон смог начать участвовать в боевых вылетах. Он обучался на пилота среднего бомбардировщика «North American B-25 Mitchell» на базе ВВС «Вэнс» в Иниде (штат Оклахома) и «Boeing B-17 Flying Fortress» на базе Хендрикс (штат Флорида), когда в декабре 1945 года получил назначение в Европу в качестве лётчика-истребителя.
Его первым оперативным назначением в марте 1946 года стала позиция лётчика «Republic P-47 Thunderbolt» в 389-м истребительном эскадроне 366-й истребительной группы на авиабазе во Фритцларе (ФРГ), а затем в июне 1947 года — в 525-м истребительном эскадроне 86-й истребительной группы на авиабазе «Нойбиберг» в Мюнхене, где он находился до сентября 1947 года, когда ВВС стали отдельной службой от Армии. В 1948 году Бротон вернулся в Соединённые Штаты, и после двух коротких заданий инструктора, описанных им как «непривлекательные», присоединился к недавно созданному Истребительному эскадрону на авиабазе «Неллис» в Лас-Вегасе (штат Невада).

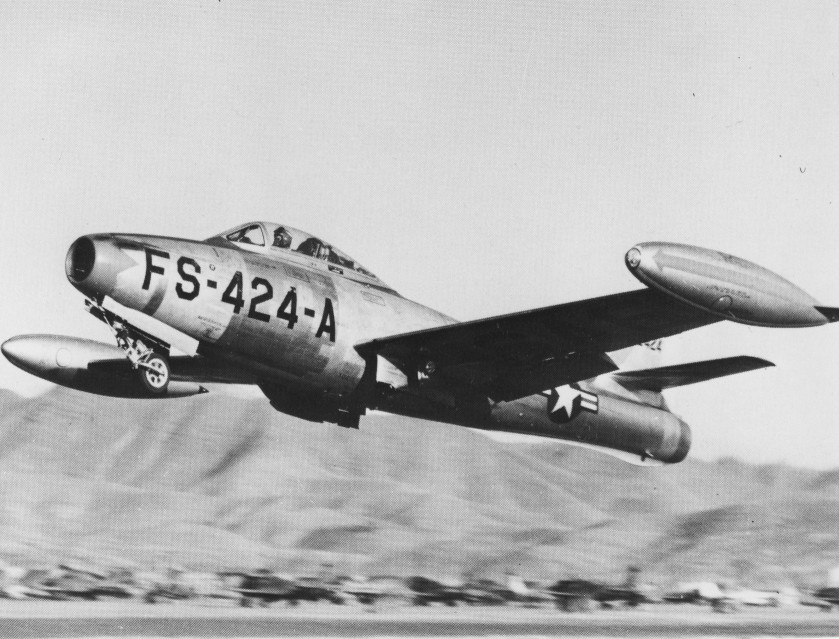
«Republic F-84 Thunderjet» 49-й оперативной группы над Кореей, 1955 год

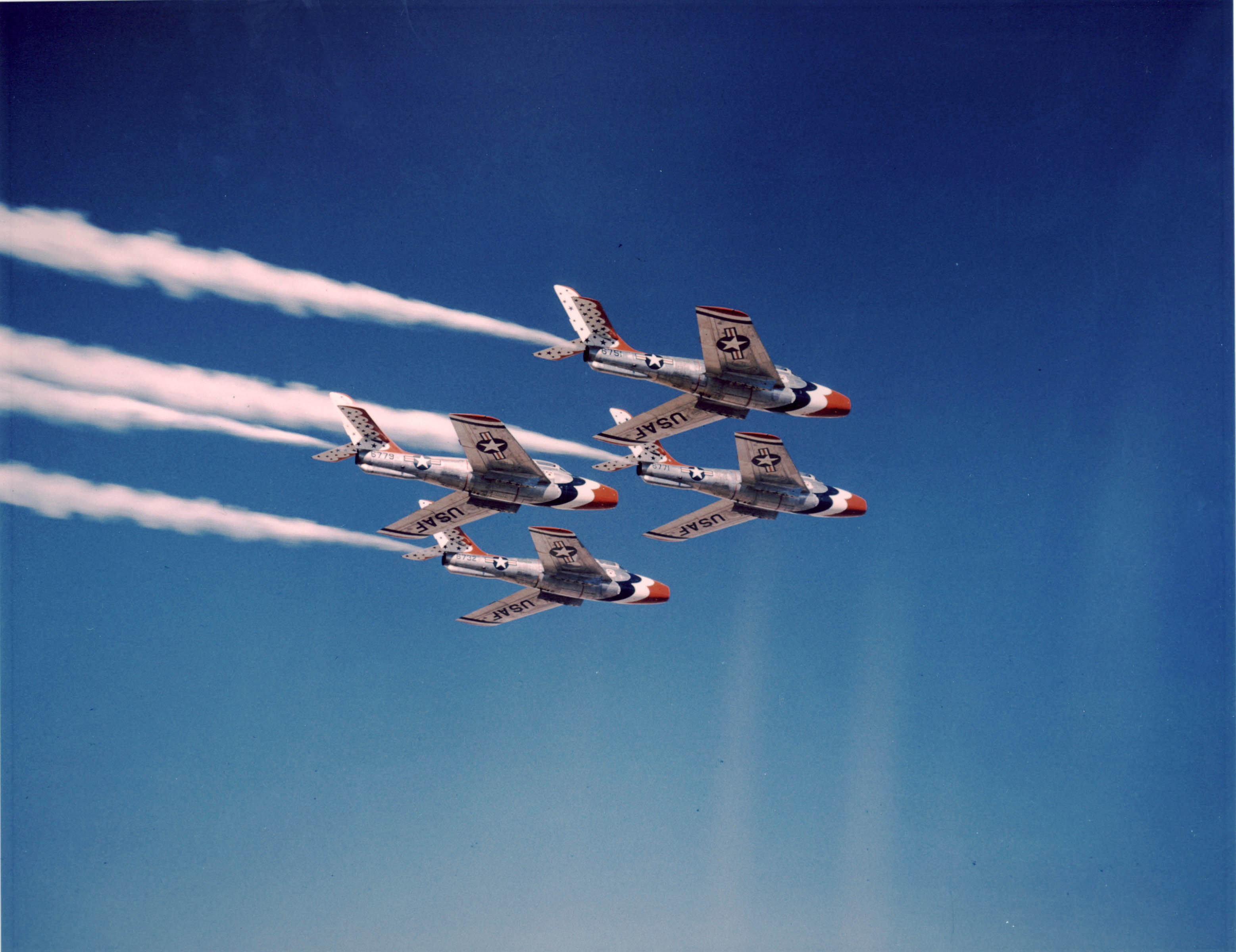
«Republic F-84F Thunderstreak» в составе демонстрационного эскадрона «Буревестники», 1952 год.

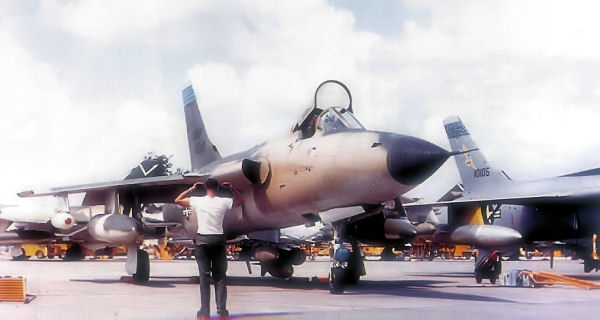
«Republic F-105 Thunderchief» на авиабазе «Такхли», 1966 год.

С января по ноябрь 1951 года Бротон выполнил два боевых рейда на Корейскую войну на «Lockheed F-80 Shooting Star» в составе 8-го истребительного эскадрона 49-й оперативной группы с авиабазы «Тэгу», а также был лидером полётов для «Project Swatrock» по боевому испытанию противотанковой ракеты производства швейцарской компании «Oerlikon» с использованием «Republic F-84 Thunderjet» в качестве испытательного стенда. После войны, Бротон вошёл в состав Обучающего экипажа ВВС (англ. Crew Training Air Force, CREWTAF) на авиабазе «Лафлин» в Дель-Рио (штат Техас), тренируясь на F-84s. В 1953 году он перешёл на авиабазу Люк (штат Аризона), и одним из первых стал командиром эскадрона из «Republic F-84F Thunderstreak», выигравшим «Bendix Trophy Race» 1954 года.
С октября 1954 по февраль 1957 года Бротон командовал демонстрационным эскадроном ВВС США «Буревестники», пройдя переход от прямого крыла F-84G до стреловидного F-84F, чтобы стать первой в мире сверхзвуковой акробатической командой на «North American F-100 Super Sabre». После заданий на авиабазе «Винсент» (штат Аризона) и «Тиндалл» (штат Флорида), командуя истребительной эскадрой, Бротон провёл год в Анкаре (Турция) в качестве члена группы военной помощи. Эта поездка была прервана случаем неотложной медицинской помощи с участием его сына, и в 1961 году Бротон был переведён в штаб 78-го авиакрыла на базе «Гамильтон» (штат Калифорния).
С сентября 1962 по июнь 1964 года, в то время когда Бротон был произведён в полковники, он командовал 5-м эскадроном истребителей-перехватчиков Командования аэрокосмической обороны с «Convair F-106 Delta Dart» на авиабазе «Майнот» (Северная Дакота), сыграв важную роль в замене самолётов. В то же время, Бротон окончил два профессиональных военных училища: в 1958 году — Командно-штабной колледж ВВС, а в 1965 году — Национальный военный колледж. После этого, он был назначен заместителем командира операций 6441-го тактического истребительного крыла на авиабазе «Йокота» в Японии. В 1964 году Крыло было задействовано для управления ядерной миссией и реализацией боевых задач трёх эскадронов «Republic F-105 Thunderchief» в Таиланде.
Последней должностью для Бротона стал пост заместителя командующего 355-го тактического истребительного крыла на таиландской авиабазе «Такхли», и в период с сентября 1966 до июня 1967 года принял участие в 102 вылетах по целям в Северном Вьетнаме. 2 июня 1967 года один из ведомых пилотов Бротона Тед Толман сказал ему, что мог случайно попасть в корабль в порту Камфы, атакуя близлежащие зенитки. На следующий день, представители СССР заявили, что одно из торговых судов Дальневосточного морского пароходства — «Туркестан», было атаковано на том же месте, вследствие чего заявили решительный протест руководству США. Полагая, что его пилоты будут наказаны за нарушение, Бротон приказал уничтожить плёнки фотопулемёта, на которых был заснят корабль под прицелом ведущего пилота. Во время расследования, начатого из-за опасения того, что СССР или КНР могут вмешаться в конфликт, он признался в факте уничтожения единственного доказательства очевидного нападения на советский корабль, и поэтому военный трибунал оправдал Бротон и двух его пилотов по обвинению в сговоре с целью нарушить правило, запрещающее бомбежку гаваней, и признал его виновным в уничтожении государственного имущества — семи рулонов плёнки, оштрафовав на 600 долларов США. После этого, Бротон был переведён на административную должность в Вашингтон. В июле 1968 года Агентство доски отзывов ВВС США изъяло материалы военного трибунала из своих записей, постановив, что Бротон вместо этого должен был подвергнуться незначительному внесудебному наказанию, и таким образом приговор был отменён. Через месяц — 31 августа — Бротон ушёл в отставку с военной службы в звании полковника. В октябре того же года, служба новостей «Copley» опубликовала данные неизвестного источника, предположившего, что советский корабль вероятно не пострадал от действий ВВС, а скорее всего от того, что зенитчики Северного Вьетнама попытались сбить низко летящий американский военный самолёт.

### Отставка и писательская деятельность
После увольнения из ВВС в 1968 году, Бротон работал пилотом в Фахардо на Пуэрто-Рико, а также в штате управления воздушным снабжением компании «Mobil» на Северном склоне Аляски, и, в качестве менеджера программы испытаний и советником по техническому планированию постройки шаттла «Индевор» для «Rockwell International». Кроме этого, он создал корпорацию по разработке транспортных средств на воздушной подушке.
В отставке Бротон стал автором двух книг: «Thud Ridge» (1968) и «Going Downtown: The War Against Hanoi and Washington» (1988), в которых он рассказал о своих ощущениях и истории воздушной войны над Юго-Восточной Азией. Последняя книга была основана в основном на его нападении на советское судно и последующем военном трибунале (известен как «Туркестанский инцидент»). В 2007 году он опубликовал автобиографию карьеры в ВВС США — «Rupert Red Two: A Fighter Pilot’s Life from Thunderbolts to Thunderchiefs», в которой выразил свой гнев на президента США Линдона Джонсона и министра обороны Роберта Макнамару за ограничения и безхозяйственность в ВВС, которые как он считал, уничтожили все шансы выиграть войну во Вьетнаме. В первой книге Бротон весьма критически отзывался о командовании США времён воздушных операций против Северного Вьетнама, во многом благодаря тому, что данное произведение было издано в результате военного трибунала над Бротоном и двумя его пилотов по обвинению в сговоре с целью нарушения правил применения вооружённой силы в отношении операций ВВС США. Хоть он и был оправдан по самому серьёзному обвинению, Бротон был впоследствии переведён на неясный пост в Пентагоне (возможно, на реализацию проекта «Leader» по разработке технологии вертикального и/или короткого взлёта и посадки для Агентства по перспективным оборонным научно-исследовательским разработкам США), как утверждается, по кровной мести, потому что его наказание было настолько незначительным. Требования включали в себя работу в протокольном отделе только два или три дня в месяц, и он использовал своё свободное время для написания книги, в то время как ждал рассмотрения обращения в Агентство доски отзывов ВВС США. После того как его приговор был отменён и исключён из его записи из-за «ненадлежащего командного влияния», Бротон ушёл из ВВС в августе 1968 года, и описал все события в мемуарах.
В 2009 году Бротон был удостоен награды «Eagles» организации «Gathering of Eagles Foundation». До последних дней он продолжал быть активным комментатором на радио и телевидении, консультантом и писателем, чья первая статья «Pain and Gain in the Century Series» была опубликована в сентябре 2012 года журналом «Air Force Magazine». В последние годы Бротонпроживал в Лейк-Форесте в Калифорнии.

### Смерть и похороны
Джексел Бротон скончался 24 октября 2014 года в возрасте 89 лет в Мемориальном медицинском центре «Сэддлбэк» в Лагуна-Хиллс в Калифорнии после непродолжительной болезни. Он оставил после себя дочерей Кэтрин Шефер, Шейлу Бротон, Морин Мурра, сына Маркхэма, девятерых внуков и брата Роберта Непплса — отставного полковника ВВС. Похороны состоялись на национальном кладбище Форт Розенкранс в Сан-Диего.

## Награды
|                                                                                      |                                                         | | |
|                                                                                      |                                                         | | |
| Бронзовый пучок дубовых листьев                                                      |                                                         | Литера «V» · Бронзовый пучок дубовых листьев · Бронзовый пучок дубовых листьев · Бронзовый пучок дубовых листьев | Серебряный пучок дубовых листьев · Бронзовый пучок дубовых листьев · Бронзовый пучок дубовых листьев · Бронзовый пучок дубовых листьев |
|                                                                                      |                                                         | | Бронзовый пучок дубовых листьев |
|                                                                                      |                                                         | | Бронзовая звезда за службу |
| Бронзовая звезда за службу · Бронзовая звезда за службу · Бронзовая звезда за службу | Бронзовая звезда за службу · Бронзовая звезда за службу | Серебряный пучок дубовых листьев                                                                                 | |
|                                                                                      |                                                         | | |

Сверху, слева направо: Знак «Командир-пилот».
- Первый ряд: Крест Военно-воздушных сил.
- Второй ряд: Медаль «Серебряная звезда» с дубовыми листьями; Орден «Легион почёта» степени Легионера; Крест лётных заслуг с литерой «V» и тремя дубовыми листьями; Воздушная медаль с четырьмя дубовыми листьями.
- Третий ряд: Похвальная медаль ВВС; Армейская Похвальная медаль; Благодарность соединению ВВС от президента США; Награда выдающемуся соединению ВВС[англ.] (два раза).
- Четвёртый ряд: Медаль «За Американскую кампанию»; Медаль Победы во Второй мировой войне; Армейская медаль оккупации; Медаль за службу национальной обороне с одной звездой службы.
- Пятый ряд: Медаль «За службу в Корее» с тремя звездами кампаний; Медаль «За службу во Вьетнаме» с двумя звёздами кампаний; Награда за выслугу лет в ВВС[англ.] с пятью дубовыми листьями; Благодарность президента Корейской республики.
- Шестой ряд: Крест «За храбрость» (с благодарностью соединению); Медаль «За службу ООН в Корее»; Медаль вьетнамской кампании; Медаль военной службы в Корее.

## Основания для награждений

### Крест Военно-воздушных сил
Президент Соединённых Штатов Америки на основании Титула 10 Секции 8742 Свода законов США, с гордостью представляет к Кресту ВВС полковника Джексела М. Бротона (AFSN: 0-17035), ВВС США, за чрезвычайно исключительный героизм в связи с военными действиями против вооружённых сил противника в Юго-Восточной Азии, в качестве пилота F-105 Thunderchief 355-го тактического истребительного крыла Авиабазы Такхли Королевских ВВС Таиланда в бою над Северным Вьетнамом 5 февраля 1967 года. В этот день, полковник Бротон был командиром миссии полёта двух ударных сил F-105 Thunderchief, атаковавших сильно защищённую цель в Северном Вьетнаме. Несмотря на серьёзные неисправности самолёта, предельную погоду и тяжкий вред, причинённый  его самолёту взрывом ракеты земля-воздух, он направил своё оружие прямо на цель, рассеяв огонь и мусор, и осветив цель для легкого попадания следующих ударных сил. Игнорируя искалеченное состояние своего самолёта, что минимизировало его шансы на выздоровление на дружественной территории, полковник Бротон умышленно действовал в качестве приманки, чтобы отвлечь вражеские самолёты, приближающиеся к ударным силам. Благодаря его необыкновенному героизму, превосходному летному мастерству и смелости перед лицом врага, полковник Бротон отразил глубокую верность себе и ВВС США.
Оригинальный текст (англ.)The President of the United States of America, authorized by Title 10, Section 8742, United States Code, takes pleasure in presenting the Air Force Cross to Colonel Jacksel M. Broughton (AFSN: 0-17035), United States Air Force, for extraordinary heroism in connection with military operations against an opposing armed force in Southeast Asia while serving as Pilot of an F-105 Thunderchief of the 355th Tactical Fighter Wing, Takhli Royal Thai Air Base, in action over North Vietnam on 5 February 1967. On that date, Colonel Broughton was Mission Commander of a flight of a two wing F-105 Thunderchief strike force which attacked a heavily defended target in North Vietnam. Despite serious aircraft malfunctions, marginal weather, and grave damage to his aircraft from an exploding surface-to-air missile, he placed his armament directly on target, scattering fire and debris which illuminated the target for easy acquisition by the following strike force. Disregarding the crippled condition of his aircraft, which minimized his chances for recovery to friendly territory, Colonel Broughton then willfully acted as a decoy to divert hostile aircraft approaching the strike force. Through his extraordinary heroism, superb airmanship, and aggressiveness in the face of the enemy, Colonel Broughton reflected the highest credit upon himself and the United States Air Force.

### Медаль «Серебряная звезда»

#### Первый раз
Президент Соединённых Штатов Америки на основании Акта Конгресса от 9 июля 1918 года (с поправками, внесёнными Актом от 25 июля 1963 года), c гордостью оглашает представление к Серебряной звезде полковника Джексела Маркхэма Бротона (AFSN: 0-17035), ВВС США, за храбрость в связи с военными действиями против вооружённых сил противника в Юго-Восточной Азии, в качестве пилота F-105 Thunderchief 355-го тактического истребительного крыла Авиабазы Такхли Королевских ВВС Таиланда в бою в Юго-Восточной Азии 4 декабря 1966 года. В этот день, полковник Бротон был лидером главного крыла и заместителем командира миссии ударных сил против области хранения нефтепродуктов, являющейся основным источником поставок на аэродром, благодаря которому функционировала большие силы перехвата противника. Несмотря на крайне маргинальные погодные условия на маршруте и в районе цели, угрозы от зенитно-ракетных комплексов и враждебных перехватчиков, интенсивного и точного зенитно-артиллерийского огня, полковник Бротон завершил атаку, уничтожившую значительную часть оборонных целей, внеся большой вклад в успех миссии. Своей храбростью и преданностью долгу, полковник Бротон отразил большую верность себе и ВВС США.
Оригинальный текст (англ.)The President of the United States of America, authorized by Act of Congress July 9, 1918 (amended by an act of July 25, 1963), takes pleasure in presenting the Silver Star to Colonel Jacksel Markham Broughton (AFSN: 0-17035), United States Air Force, for gallantry in connection with military operations against an opposing armed force while serving as Pilot of an F-105 Thunderchief of the 355th Tactical Fighter Wing, Takhli Royal Thai Air Base, in action in Southeast Asia, on 4 December 1966. On that date, Colonel Broughton was element leader in the lead flight and Deputy Mission Commander of the strike force executed against a petroleum products storage area that is the principle source of supply for the airfield from which a large force of hostile interceptor operate. Despite extremely marginal weather conditions en route and in the target area, the threat of surface-to-air missiles and hostile interceptors and intense and accurate anti-aircraft artillery fire, Colonel Broughton completed an attack that destroyed a significant portion of the target defenses and greatly contributed to the success of the mission. By his gallantry and devotion to duty, Colonel Broughton has reflected great credit upon himself and the United States Air Force.

#### Второй раз
Президент Соединённых Штатов Америки на основании Акта Конгресса от 9 июля 1918 года (с поправками, внесёнными Актом от 25 июля 1963 года), c гордостью оглашает представление к Бронзовому дубовому листу полковника Джексела Маркхэма Бротона (AFSN: 0-17035), ВВС США, за храбрость в связи с военными действиями против вооружённых сил противника в Юго-Восточной Азии, в качестве пилота F-105 Thunderchief 355-го тактического истребительного крыла Авиабазы Такхли Королевских ВВС Таиланда в бою в Юго-Восточной Азии 13 мая 1967 года. В этот день, полковник Бротон был командующим силами миссии для уничтожения ключевого железнодорожного узла и двора разгрузки. Именно полковник Бротон привёл силы к цели, несмотря на неблагоприятные погодные условия, тяжелые зенитные заграждения и нападения с применением зенитных управляемых ракет. Он заставил полностью замолчать несколько зенитных артиллерийских орудий в непосредственной близости от цели, и таким образом, значительно помог остатку сил очень эффективно поразить цель. Ведя свой полёт из целевой области, он увидел нападения МиГ-перехватчиков на другую ударную силу в этой области, и с полным пренебрежением к своему личному благополучию, занялся самолётами противника. Хоть у него было мало топлива, полковник Бротон продолжил свою атаку, пока его полёт не был повреждён двумя перехватчиками, сумев разогнать их от других сил. Своей храбростью и преданностью долгу, полковник Бротон отразил большую верность себе и ВВС США.
Оригинальный текст (англ.)The President of the United States of America, authorized by Act of Congress July 9, 1918 (amended by an act of July 25, 1963), takes pleasure in presenting a Bronze Oak Leaf Cluster in lieu of a Second Award of the Silver Star to Colonel Jacksel Markham Broughton (AFSN: 0-17035), United States Air Force, for gallantry in connection with military operations against an opposing armed force while serving as Pilot of an F-105 Thunderchief of the 355th Tactical Fighter Wing, Takhli Royal Thai Air Base, in action in Southeast Asia, on 13 May 1967. On that date, Colonel Broughton was the Force Commander of a mission assigned to destroy a key rail junction and classification yard. Colonel Broughton led the forces precisely to the target in spite of adverse weather conditions, heavy flak barrages and surface-to-air missile attack. He completely silenced several anti-aircraft artillery sites in the immediate proximity of the target thereby greatly enabling the remainder of the forces to strike the target very effectively. As he led his flight from the target area, he observed a flight of MiG interceptors attacking another strike force in the area and with complete disregard for his personal welfare engaged the hostile aircraft. Even though he was below bingo fuel, Colonel Broughton continued his attack until his flight had damaged two of the interceptors and driven them from the other forces. By his gallantry and devotion to duty, Colonel Broughton has reflected great credit upon himself and the United States Air Force.

### Орден «Легион почёта»
Президент Соединённых Штатов Америки на основании Акта Конгресса от 20 июля 1942 года c гордостью оглашает представление к Легиону Почёта майора Джексела Маркхэма Бротона (AFSN: 0-17035), ВВС США, за особо похвальное поведение в ведении выдающейся службы правительству Соединённых Штатов с 1 октября 1954 по 4 марта 1957 года в качестве лидера и командующего 359-м воздушным демонстрационным крылом (Буревестники). В течение этого периода, майор Бротон успешно руководил своим отрядом с серией из трёх различных самолётов. Сменив F-84G на F-84F и, наконец, перейдя к самолёту F-100C, он сделал Буревестников первой в мире сверхзвуковой воздушной демонстрационной командой, что свидетельствует о его выдающихся лидерских способностях. Как командующий Буревестниками, майор Бротон установил завидный рекорд, никогда не отменяя представлений для других, кроме причин ненастной погоды. Как лидер и командир, он провёл Буревестников через сто шестьдесят две воздушные демонстрации, свидетелями которых стали более четырёх с половиной миллионов зрителей. Выдающимся руководством, успешным управлением и преданностью долгу, майор Бротон отразил большое доверие себе и ВВС США.
Оригинальный текст (англ.)The President of the United States of America, authorized by Act of Congress, 20 July 1942, takes pleasure in presenting the Legion of Merit to Major Jacksel Markham Broughton (AFSN: 0-17035), United States Air Force, for exceptionally meritorious conduct in the performance of outstanding services to the Government of the United States from 1 October 1954 through 4 March 1957 as Leader and Commander of the 359th Air Demonstration Flight (Thunderbirds). During this period, Major Broughton successfully guided his unit through a series of three different aircraft. The changes from F-84G to F-84F and finally to the F-100C aircraft, and establishing the Thunderbirds as the world's First Supersonic Air Demonstration Team, attests to his outstanding leadership ability. As Commander of the Thunderbirds, Major Broughton established an enviable record of never canceling a performance for reasons other than inclement weather. As leader and Commander, he led the Thunderbirds through one hundred and sixty-two aerial demonstrations witnessed by more than four and a half million spectators. The outstanding leadership, management ability and devotion to duty displayed by Major Broughton reflect great credit upon himself and the United States Air Force.

### Крест лётных заслуг

#### Первый раз
Майор Джексел Маркхэм Бротон (AFSN: 0-17035), ВВС США, награждается Крестом лётных заслуг за выдающиеся достижения во время участия в воздушном полёте в Корее.
Оригинальный текст (англ.)Major Jacksel Markham Broughton (AFSN: 0-17035), United States Air Force, was awarded the Distinguished Flying Cross for extraordinary achievement while participating in aerial flight in Korea.

#### Второй раз
Майор Джексел Маркхэм Бротон (AFSN: 0-17035), ВВС США, награждается Бронзовым дубовым листом ко второму награждению Крестом лётных заслуг за выдающееся достижение при участии в воздушном полёте.
Оригинальный текст (англ.)Major Jacksel Markham Broughton (AFSN: 0-17035), United States Air Force, was awarded a Bronze Oak Leaf Cluster in lieu of a Second Award of the Distinguished Flying Cross for extraordinary achievement while participating in aerial flight.

#### Третий раз
Президент Соединённых Штатов Америки на основании Акта Конгресса от 2 июля 1926 года, с гордостью оглашает представление ко Второму бронзовому дубовому листу к третьему награждению Крестом лётных заслуг с литерой "V" полковника Джексела Маркхэма Бротона (AFSN: 0-17035), ВВС США, за героизм, проявленный во время участия в воздушном полёте в качестве боевого пилота Republic F-105 Thunderchief в Юго-Восточной Азии с 26 сентября 1966 по 8 октября 1966 года. В течение этого периода, полковник Бротон был лидером лётного проекта, направленного на сокращение уничтожения истребительной авиации враждебным огнём с земли. Для того, чтобы получить самые положительные результаты, полковник Бротон неоднократно выводил свой самолёт в крайне уязвимое положение для того, чтобы войти в область действия враждебных зенитных батарей и мест запуска зенитных управляемых ракет. Миссия ВВС, заключённая в уме полковника Бротон, с большим риском для жизни, способствовала неизмеримому успеху проекта. Выдающийся героизм и беззаветная преданность долгу полковника Бротона отразили большое доверие себе и ВВС США.
Оригинальный текст (англ.)The President of the United States of America, authorized by Act of Congress, July 2, 1926, takes pleasure in presenting a Second Bronze Oak Leaf Cluster in lieu of a Third Award of the Distinguished Flying Cross with Combat "V" to Colonel Jacksel Markham Broughton (AFSN: 0-17035), United States Air Force, for heroism while participating in aerial flight as a combat pilot of a Republic F-105 Thunderchief in Southeast Asia from 26 September 1966 to 8 October 1966. During this period, Colonel Broughton was a flight leader of a project designed to reduce fighter aircraft posses to hostile ground fire. In order to obtain the most positive results, Colonel Broughton repeatedly maneuvered his aircraft to an extremely vulnerable position to be within effective range of the hostile anti-aircraft batteries and surface-to-air missile sites. With the mission of the Air Force foremost in his mind Colonel Broughton, with great risk of his life, contributed immeasurably to the success of the project. The outstanding heroism and selfless devotion to duty displayed by Colonel Broughton reflect great credit upon himself and the United States Air Force.

#### Четвёртый раз
Президент Соединённых Штатов Америки на основании Акта Конгресса от 2 июля 1926 года, с гордостью оглашает представление к Третьему бронзовому дубовому листу к четвёртому награждению Крестом лётных заслуг полковника Джексела Маркхэму Бротона (AFSN: 0 -17035), ВВС США, за исключительные и чрезвычайные достижения в участии в воздушном полёте в качестве пилота F-105 Thunderchief в Юго-Восточной Азии 10 апреля 1967 года. В этот день, полковник Бротон мужественно вызвался выполнить эвакуацию сбитого лётчика в области интенсивного огня с земли. Прибыв на место расположения сбитого лётчика, он принял на себя командование операцией вызволения и направил спасательные самолёты на место сбитого экипажа самолёта. Затем, полковник Бротон заблокировал уязвимый участок дороги, помешавший дополнительному расположению враждебных наземных войск в указанной зоне. Приехав обратно на место сбитого пилота, он руководил дезориентированными пилотами при заправке танкера. Затем, полковник Бротон показал себя полным ярости при обороне позиций, чтобы его ведомый приобрёл возможность атаковать эти позиции. Профессиональная компетентность, воздушное мастерство, и преданность долгу полковника Бротона отразили большое доверие себе и ВВС США.
Оригинальный текст (англ.)The President of the United States of America, authorized by Act of Congress, July 2, 1926, takes pleasure in presenting a Third Bronze Oak Leaf Cluster in lieu of a Fourth Award of the Distinguished Flying Cross to Colonel Jacksel Markham Broughton (AFSN: 0-17035), United States Air Force, for extraordinary achievement while participating in aerial flight as a Pilot of an F-105 Thunderchief in Southeast Asia on 10 April 1967. On that date, Colonel Broughton courageously volunteered to perform RESCAP for a downed pilot in an area of intense ground fire. Arriving over the area of the downed pilot, he assumed command of the RESCAP operation and directed the rescue aircraft to the location of the downed aircrew. Colonel Broughton then interdicted a vulnerable road segment which prevented additional hostile ground forces from entering the area. Arriving back at the location of the downed pilot, he directed a disoriented pilot to a post strike refueling tanker. Colonel Broughton then exposed himself to the full fury of the defensive positions to allow his wingman the opportunity to acquire and attack these positions. The professional competence, aerial skill, and devotion to duty displayed by Colonel Broughton reflect great credit upon himself and the United States Air Force.